# 邹区镇
邹区镇隶属于中国江苏省常州市钟楼区，是一个乡镇级行政单位。

## 行政区划
邹区镇下辖以下地区：
邹区社区（含邹区村村委）、卜弋社区（含卜弋村村委）、泰村社区、邹新花园社区、杨庄村、龙潭村、戴庄村、安基村、前王村、岳溪村、刘巷村、殷村、杏塘村、于家村、琵琶墩村、桥东村、新屋村和林场村。